# Rezolucija Vijeća sigurnosti UN-a 1168
Rezolucijom Vijeća sigurnosti UN-a 1168, jednoglasno usvojenom 21. svibnja 1998., nakon pozivanja na rezolucije 1031 (1995.), 1035 (1995.), 1088 (1996.), 1103 (1997.), 1107 (1997.) i 1144 (1997.), Vijeće je ojačalo Međunarodne policijske snage (IPTF) u Bosni i Hercegovini do 30 radnih mjesta do ukupne jačine 2.057.
Postojala je potreba za više obuke za lokalnu policiju u Bosni i Hercegovini, posebno u smislu upravljanja incidentima, korupcije, organiziranog kriminala i kontrole droga. Vijeće je potvrdilo da su reforma reforme pravosuđa i reforma policije usko povezane.
Rezolucijom je odobreno dodatno povećanje broja radnih mjesta u IPTF-u za najviše 30 osoba, ukupne snage od 2.057, u sklopu Misije Ujedinjenih naroda u Bosni i Hercegovini (UNMIBH). Podržao je poboljšanja strukture IPTF-a i potaknuo države članice da doprinesu opremom, obukom i drugom pomoći lokalnim policijskim snagama u Bosni i Hercegovini. Rezolucija je zaključena priznavanjem da je uspostava autohtonih kapaciteta javne sigurnosti ključna za jačanje vladavine prava u zemlji i pravnu reformu.

## Vanjske poveznice
| Wikizvor | Engleski Wikizvor ima izvorni tekst na temu: United Nations Security Council Resolution 1168 |

- Text of the Resolution at undocs.org